# Gentiana deltoidea
Gentiana deltoidea är en gentianaväxtart som beskrevs av H. Smith. Gentiana deltoidea ingår i släktet gentianor, och familjen gentianaväxter. Inga underarter finns listade i Catalogue of Life.